# António Luís de Sousa
Don António Luís de Sousa o António de Sousa (6 d'abril de 1644 - 25 de desembre de 1721), quart Comte do Prado durant la vida del seu pare, i segon Marquès de les Mines, fou un noble i militar portuguès.
Primogènit del segon matrimoni del seu pare Francisco de Sousa, senyor dels pobles de Beringel i Prado, amb totes les jurisdiccions, incloent el privilegi de no interferència per parts dels corregidors de justícia, i els pobles de Guvari i Nossa Senhora da Escada, Brasil. Mestre de camp general, capità de cavalleria, Governador i Capità General de Brasil. També va ser capità general de Beja, senyor de cinc comandes de l'Orde de Crist i dues de l'Orde de Sant Jaume.

## Matrimoni i descendència
Es va casar el 1664 amb la seva cosina D. Maria Magdalena de Noronha (morta el 1707), filla de D. Alvaro Manoel, sisè senyor de la Talaia, i D. Agnes de Lima i Tavora.
- 1 - Sr Francisco de Sousa (1665-1687) 5è Comte del Prado, qui va morir solter i sense descendència.
- 2 - Sr João de Sousa (Viana do Castelo 29 de desembre de 1666, assassinat a l'Oratori de la Congregació de Sant Felip Neri el 17 de setembre de 1722) tercer Marquès de Les Minas el 1721 i sisè Comte del Prado.
- 3 - Sr José Domingos de Sousa (1668-1708), canonge de la Colegiata de Guimarães.
- 4 - Sr António Luís de Sousa, que va morir prematurament.
- 5 - Sr Catarina de Sousa, abadessa del monestir de Santa Clara, Coimbra

De Teresa Colen, senyora irlandesa, va tenir un fill:
- 6 - Sr António Luís de Sousa, (1671-1749), es va casar amb Barbara Mascarenhas de Queiroz, senyora de Moroleiro.

## Vida Militar
Es va iniciar a l'exèrcit als 13 anys, sota les ordres del seu pare, a la campanya de defensa d'Elvas entre 1658 i 1659, en la Guerra de la Restauració. El va acompanyar al Miño, a on va participar en diverses accions. El 1661 va ser nomenat capità de les guàrdies de l'exèrcit, comandades pel seu pare, i el 1663 mestre de camp d'un terç d'Infanteria. Com a tal, va formar part de les forces, que el seu pare, comandava a la frontera de Mindo. Va partircipar en la presa de la fortalesa de Gayao, va continuar servint a la província, on va ser nomenat general de batalla el 26 de novembre de 1665. El 1665 va ocupar el poble de la Guàrdia. El 1666 va actuar brillantment a Valença, derrotant els espanyols.
Signada la pau, va ser nomenat governador militar d'Entre Douro e Minho a la província de Minho el 1669, mentre que el seu pare va ser ambaixador a Roma.
El 6 de desembre de 1674 va ser ascendit a mestre de camp general. El seu pare no va tornar a ocupar aquest lloc i va ser nomenat President del Consell d'Ultramar. El 1674 va succeir en el títol al seu pare.

## Al Brasil
Entre 1684 i 1687 va ser nomenat governador i capità general de Brasil, on es va distingi, malgrat els contratemps greus. Va haver de recórrer a mitjans violents per reprimir els esclats del governador Pernambuco João da Cunha Sotomaior. Després, va afrontar una terrible epidèmia que va fer estralls a Rio de Janeiro, Badia i Pernambuco. Un altre fet greu va passar el 1684 - la revolta dels Maranhão, causada per la prohibició del comerç d'esclaus, encapçalada per Manuel Beckman i Manuel Serrão de Castro, va demanar la deposició de les autoritats i va declarar l'autonomia regional. El Tinent General Gomes Freire de Andrada va ser enviat des de Portugal per a sufocar la insurrecció, els líders foren penjats. Per a molts autors, seria la primera manifestació nativista.

## A Portugal
De retorn a Portugal el 1687, va ser elegit conseller de la guerra, i més tard va succeir el Duc de Cadaval com a president de la Junta de Tabac (1698-1704). Des 9 de juliol de 1688 va ser nomenat conseller de la guerra.

## Guerra de Successió Espanyola
El 1701 estava a càrrec de la plaça de São Julião da Barra, i després del Tractat de 16 de maig de 1703, va anar a Beira. Es va unir al príncep de Tilly que havia entrat a l'Alentejo i va prendre Portalegre, però el marquès de Villadanas va prendre l'Algarve i Castelo de Vide. Fou un desastrós començament de les hostilitats per a Portugal.
El Marquès de Les Minas tenia un gran talent, però do disposava de recursos ni provicions. James Fitz-James Stuart, el duc de Berwick parlava d'ell amb gran consideració, però el Baró de Fagel i Alexander Stewart, Lord Galloway van ser els generals que ostentaren el comandament suprem de Portugal. En va el Marquès apostà per entrar a Espanya.
Quan el 1701 s'acordà una aliança entre Portugal, França i Espanya, per reconèixer Felip d'Anjou, tot garantint el testament de Carles II de Castella, es va protegir la capital i va preparar la defensa a la riba del Tajo, el Marques de Les Minas va estar a càrrec del govern de la plaça de São Julião da Barra, amb el comandament de totes les fortaleses des de Paço de Arcos fins a Cascais. Amb el tracte entre Pere II de Portugal i Holanda, Anglaterra i l'Imperi, firmat el 16 de maig de 1703, Portugal s'enfrontà contra Felip V. Per tal de preparar-se per la guerra amb Felip V el Marques de Les Minas va ser enviat a la província de Beira, per tal que els preparatius bèl·lics estiguessin llestos.
El 24 de juny de 1703 va ser nomenat governador de les armes de Beira, Conseller d'Estat l'abril de 1704. El 12 de juny de 1704, governant Beira, va atacar i aixafar l'enemic dirigit per D. Francisco Ronquillo, a Monsanto, ferint-se en combat. El 1705, va recuperar Salvaterra do Extremo i cremar Zarza. En el transcurs del mateix any va prendre el govern de les Armes de l'Alentejo.
Tants serveis prestats pel Marquès de Les Minas reconeguts pels seus enemics, com el duc de Berwick que sempre parlava d'ell amb molta consideració, mentre que va mostrar un profund menyspreu pels altres generals. Davant dels serveis prestats semblava que hauria de ser el designat com a comandant en cap de l'exèrcit aliat, però fou l'holandès Baró de Fagel, designat per Pere II, va ostentar el comandament suprem de la campanya, com si el rei volgués la recompensar-lo per la derrota que va patir, i que l'enemic hagués estat d'entrar a Lisboa. Fagel i Lord Galloway van ser els dos generals que van decidir tots els aspectes militars, i en va el Marquès de Mines, va voler entrar a Espanya empenyent davant seu el general francès, que tenia molt poques forces. Van prevaler els punts de vista de Galloway i Fagel, que amb el pretext d'estar prop de l'hivern, els governants es van retirar a Lisboa sense haver venjat l'afront de les armes de França i Espanya, no haver obtingut un benefici dels èxits brillants del Marques de Les Minas.
A l'any següent, el marquès de Les Minas segueix sent deixat de banda i no rep comandament de l'exèrcit de Beira, mentre que el Comte das Galveas, distinguidissim general, però molt vell, va rebre el comandament de l'exèrcit de l'Alentejo al que s'havien sumat tropes estrangeres, i que va ser destinat a les operacions militars. Al capdavant d'un petit cos de tropes el marquès es va veure obligat a dur a terme accions de poca importància, i es va limitar a recuperar la plaça de Salvaterra i ocupar la ciutat de Sarça, però en última instància, tot i la mala voluntat que semblava tenir la cort cap al marquès de Les Minas, no hi va haver més remei que confiar en ell el comandament en cap de l'exèrcit d'operacions.
Va tractar de fer una campanya a la tardor amb la finalitat de crear una potent maniobra de diversió per donar suport a les operacions realitzades a Catalunya per Charles Mordaunt, Lord Peterborough. Sense retardar-se en l'atac o en la presa de petites places, va centrar-se a ocupar Badajoz, que hauria de servir com a base d'operacions.
A principis d'octubre va entrar en campanya, va traçar al voltant de Badajoz una línia de circumval·lació, va batre la plaça intensament i quan ja estava a punt d'obrir bretxa, el mariscal René de Froulay de Tessé va aconseguir creuar el Xévora, per descuit o maldat de Galoway, va formar davant dels murs de Badajoz i impossibilità la presa de la ciutat. Van ser inútils les precaucions del marquès de Les Minas perquè la plaça no fos rescatada. Hi ha qui atribueixen a la gelosia i a la mala voluntat dels generals estrangers la culpa que un exèrcit travessés el front de forma desapercebuda. El marquès de Les Minas, havent perdut l'oportunitat de donar un cop dur al poder del Rei d'Espanya, va tractar d'aixecar el setge sense deixar res útil a l'enemic, enduent-se tot el que pogué amb ell. Aviat Felip V, va rebre la notícia de la rendició de Barcelona, retirant de la frontera el mariscal Tessé amb la majoria de les forces que operaven allà, el marquès de Les Minas, tenint davant seu un petit exèrcit en el front, va obrir la campanya de 1706 resolt a marxar sobre Madrid.
Concentrant en un sol cos totes les seves tropes, es va conduir dirigir ràpidament al Nord, deixant Badajoz a la seva dreta, va prendre per sorpresa San Vicente de Alcantara i Membrío, i va lliurar un dur combat amb l'enemic Brozas. Va assolir la victòria, i deixant l'enemic retirar-se a Càceres, va continuar cap Alcántara, que va capitular al cap de cinc dies de resistència, el Marquès va enviar a Portugal 4.200 presos, entre ells sis generals, 128 oficials, va capturar 47 peces d'artilleria, 2.961 fusells, 3.900 quilos de pólvora, 1.800 projectils d'artilleria, 360 casos de bales de plom, sis morters, 400 sacs de farina, 100 d'ordi, 200 barrils vi, 1.100 nous uniformes, 105 cavalls, etc.
Sense més demora que el temps necessari per reunir els subministraments i municions a Alcántara, el marquès va seguir en direcció a Madrid per la carretera de Plasència. Berwick es preparava per a passar el Tajo, per ajudar a Alcántara, quan va tenir notícia que la ciutat s'havia rendit. Berwick es va retirar a Plasencia amb la intenció de cobrir la capital del regne, sense aventurar-se a presentar batalla, va començar entre els dos hàbils generals, una sèrie de marxes i contramarxes. El marquès no va voler dur a terme una marxa sense tenir assegurada la comunicació amb Portugal, i sense sotmetre al mateix temps al poder de Carles III una àmplia extensió de territori. El dia 28 es va presentar davant Plasencia on, després de la retirada del duc del marge esquerre del riu, aviat va fer aclamar Carles III. Des d'aquest moment va continuar l'exèrcit portuguès cap a la carretera a Madrid, per la qual es va retirar Berwick fer un simulacre de resistència, amb la idea d'atreure el Marquès de les Minas a les esterils planes de Castella la Nova. El marqués va evitar l'engany del duc marxant prop de la frontera portuguesa rebent reforços i pertrets, mentre que Berwick si volia seguir-lo hauria de debilitar encara més el seu petit exèrcit.
El 22 de maig de 1706, el duc de Berwick no podia sospitar les intencions del Marques de Les Minas, va avançar a marxes forçades ocupant Ciudad Rodrigo i Salamanca, per prosseguir sense demora cap a Madrid, sense trobar resistència, ja que Berwick no disposava de prou tropes o no les pogué emplaçar a temps, per disputar el pas de la Serra de Guadarrama. El 24 de juny es va apropar a Madrid, a Nuestra Señora de Retamal, i esperant notícies de com seria acollit a la capital.
La ciutat orgullosa enviava humilment els seus diputats al general portuguès per demanar que es nomenés un corregidor per governar la ciutat i moltes de les províncies properes: com Segòvia, Toledo, Talavera, Àvila i altres, també van enviar als seus emissaris per implorar la protecció dels aliats. El dia 28 l'exèrcit finalment va fer l'entrada triomfal a Madrid i al cap de 126 anys, el marquès de Mines va venjar la vergonya que Portugal havia patit amb l'entrada de Fernando Álvarez de Toledo y Pimentel, el duc d'Alba a Lisboa el 1580.
Entrades a Madrid les forces comandades pel Marques de Les Minas, aquest va ordenar que s'efectués el 2 de juliol l'aclamació de Carles III, mentre foren enviats missatgers a l'Arxiduc, per accelerar la seva arribada a la capital. Però l'Arxiduc va tardar molt a posar-se en marxa i emprendre el viatge de Barcelona a Madrid, va entretenir-se a Saragossa, i va paralitzar tots els moviments del Marquès amb els anuncis que aviat s'unirien. Amb tots aquests retards la reunió es va produir quan el conjunt d'Espanya estava en armes, i quan l'exèrcit de Berwick tallava les comunicacions amb Aragó, i les de Portugal també ho estaven, per evitar ser copat per tropes regulars i irregulars, els aliats es van retirar cap a València, on aconseguí arribar esquivant un enemic superior en nombre. Tornant a compondre el seu exèrcit com va poder, va prendre l'ofensiva, va capturar el castell de Villena i va tractar d'atacar l'enemic a Montealegre i Esla, fins que els dos exèrcits es van reunir en els camps d'Almansa el 25 d'abril de 1707, on el port les tropes aliades van patir un terrible revés davant dels exèrcits de les dues corones.
La derrota en res taca la reputació del Marquès de Les Minas, ja que la va preveure, es va retirar, i si es va atrevir a plantar cara, va ser obligat pel vot en contra de Galloway, que tenia un més pes, com a representant de la nació més important entre els aliats, però com sempre va passar Minas, que tant victorejat fou quan entrà triomfant a Madrid, va veure el seu prestigi perdut.
Retirat a Lisboa, i tenint la intenció d'assumir, un altre cop, el govern militar de la província de l'Alentejo, no va parar fins que li fou concedit. Va voler renunciar a tots els càrrecs i honors, però a petició del rei va desistir, i va passar la resta de la seva vida servint a la reina.